# Episodi di Mary Tyler Moore (settima stagione)
La settima stagione della serie televisiva Mary Tyler Moore è stata trasmessa in anteprima negli Stati Uniti d'America dalla CBS tra il 25 settembre 1976 e il 19 marzo 1977.
| nº | Titolo originale            | Titolo italiano | Prima TV USA      | Prima TV Italia |
| -- | --------------------------- | --------------- | ----------------- | --------------- |
| 1  | Mary Midwife                |                 | 25 settembre 1976 |                 |
| 2  | Mary the Writer             |                 | 2 ottobre 1976    |                 |
| 3  | Sue Ann's Sister            |                 | 9 ottobre 1976    |                 |
| 4  | What's Wrong with Swimming? |                 | 16 ottobre 1976   |                 |
| 5  | Ted's Change of Heart       |                 | 23 ottobre 1976   |                 |
| 6  | One Producer Too Many       |                 | 30 ottobre 1976   |                 |
| 7  | My Son, the Genius          |                 | 6 novembre 1976   |                 |
| 8  | Mary Gets a Lawyer          |                 | 13 novembre 1976  |                 |
| 9  | Lou Proposes                |                 | 20 novembre 1976  |                 |
| 10 | Murray Can't Lose           |                 | 27 novembre 1976  |                 |
| 11 | Mary's Insomnia             |                 | 4 dicembre 1976   |                 |
| 12 | Ted's Temptation            |                 | 11 dicembre 1976  |                 |
| 13 | Look at Us, We're Walking   |                 | 25 dicembre 1976  |                 |
| 14 | The Critic                  |                 | 8 gennaio 1977    |                 |
| 15 | Lou's Army Reunion          |                 | 15 gennaio 1977   |                 |
| 16 | The Ted and Georgette Show  |                 | 22 gennaio 1977   |                 |
| 17 | Sue Ann Gets the Ax         |                 | 29 gennaio 1977   |                 |
| 18 | Hail the Conquering Gordy   |                 | 5 febbraio 1977   |                 |
| 19 | Mary and the Sexagenarian   |                 | 12 febbraio 1977  |                 |
| 20 | Murray Ghosts for Ted       |                 | 19 febbraio 1977  |                 |
| 21 | Mary's Three Husbands       |                 | 26 febbraio 1977  |                 |
| 22 | Mary's Big Party            |                 | 5 marzo 1977      |                 |
| 23 | Lou Dates Mary              |                 | 12 marzo 1977     |                 |
| 24 | The Last Show               |                 | 19 marzo 1977     |                 |